# Aleixo Alexandrovich da Rússia
Aleixo Alexandrovich Romanov (14 de janeiro de 1850 – 14 de novembro de 1908) foi a sexta criança e quarto rapaz a nascer do czar Alexandre II da Rússia e da sua primeira esposa, Maria de Hesse e Reno. Destinado a uma carreira naval, Alexis Alexandrovich começou o seu treino militar aos sete anos de idade. Com 20 anos foi nomeado Tenente da Marinha Imperial Russa e visitou todos os portos europeus pertencentes à Rússia. Em 1871 foi enviado como embaixador de boa-vontade numa viagem pelos Estados Unidos e Japão.
Em 1883 foi nomeado general almirante. Na altura tinha já contribuído com equipamentos para a Marinha Russa como novos navios e a modernização dos portos. Em 1905, depois da derrota na Batalha de Tsushima, reformou-se do seu posto. Morreu em Paris em 1908.

## Primeiros Anos

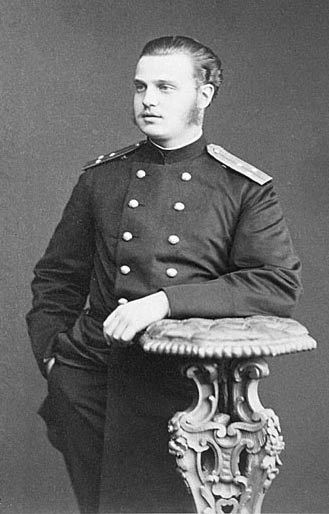
Aleixo na sua juventude

O grão-duque Alexei Alexandrovich Romanov nasceu em São Petersburgo, no dia 14 de janeiro de 1850. Era filho do imperador Alexandre II da Rússia e da sua primeira esposa Maria Alexandrovna. Era irmão mais novo da grã-duquesa Alexandra Alexandrovna da Rússia, do czarevich Nicolau Alexandrovich da Rússia, do czar Alexandre III da Rússia, do grão-duque Vladimir Alexandrovich da Rússia e irmão mais velho do grão-duque Sérgio Alexandrovich da Rússia, do grão-duque Paulo Alexandrovich e da grã-duquesa Maria Alexandrovna da Rússia.
O grão-duque estava destinado a uma carreira naval desde a sua infância. Com sete anos recebeu o título de guarda marinho. No ano seguinte Constantino Nikolaevich Posyet foi escolhido para seu tutor. Enquanto que os invernos eram dedicados a estudos teóricos, durante o verão Aleixo treinava em navios bélicos russos da esquadra báltica atracada em São Petersburgo. O treino era duro, mas deu-lhe a possibilidade de se habituar a vários navios.
No dia 18 de setembro de 1866, Aleixo foi promovido a tenente. Continuou a sua carreira naval servindo como oficial a bordo da fragata “Alexandre Nevski” num cruzeiro pelo Mar Mediterrâneo até ao porto de Pireu, onde esteve presente no casamento da sua prima, a grã-duquesa Olga Constantinovna da Rússia com o rei Jorge I da Grécia.
Em 1868 embarcou numa viagem pelo sul da Rússia, viajando de comboio de São Petersburgo até Nikolaevsk, continuando de barco até ao Volga e ao Astrakhan. Depois entrou a bordo de um navio militar para um cruzeiro desde o mar Cáspio até Baku e depois para o Irão. Depois cruzou o Cáucaso e chegou a Poti, onde estava atracada a frota Alexandre Nevsky. A partir daí, navegou até Constantinopla, Atenas e aos Açores. Na sua viagem de regresso, a frota enfrentou uma tempestade perto da costa da Jutlândia. Apesar de o navio ficar destruído, Aleixo e a restante tripulação conseguiu sair do desastre ileso.
Em janeiro de 1870, Aleixo passou a ser de maioridade de acordo com a legislação russa. O evento foi celebrado com dois juramentos: o juramento militar e o tradicional juramento de aliança dos Grão-duques da Rússia Imperial ao czar. Em Junho desse anos, Aleixo iniciou a última parte do seu treino que incluía uma navegação desde São Petersburgo até Arkhangelsk, atravessando o Canal Mariinsk e o Rio de Dvina. Depois de visitar escolas e industrias em Arkhangelsk, o Grão-duque começou o seu treino de navegação em condições árcticas a bordo da corveta “Variag”. O seu cruzeiro levou-o às Ilhas Solovetsky, continuando pelo mar Branco e pelo mar de Barents até Nova Zembla. A digressão continuou até à Baía de Kola e à cidade de Murmansk, os portos da Noruega e da Islândia. Regressou a Cronstadt no final de Setembro.

## Romance com Alexandra Zhukovskava

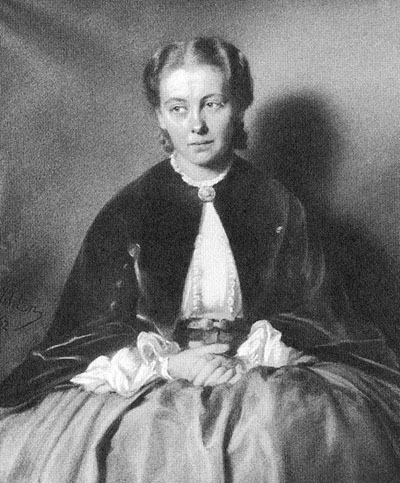
Alexandra Zhukovskaya

Entre 1869 e 1870, Aleixo teve um romance com Alexandra Zhukovskava, filha do poeta Vasily Andreyevich Zhukovsky, que era 18 anos mais velha do que ele. O casal teve um filho, Aleixo, nascido no dia 26 de novembro de 1871. O czar Alexandre II, seu pai, opôs-se firmemente contra esta relação.
Alguns historiadores acreditam que o Grão-duque e a plebeia se tenham casado secretamente e que essa união foi anulada pela Igreja Ortodoxa Russa, uma vez que, de acordo com as “Leis Fundamentais da Casa Imperial”, o casamento era ilegal. Contudo, os artigos 183 e 188, que proibiam os casamentos sem a autorização do czar, foram apenas adicionados às leis fundamentais pelo czar Alexandre III da Rússia. As leis em vigor em 1870 não proibiam a união de Aleixo e Alexandra, excluindo apenas qualquer filho do casal da linha de sucessão ao trono. Não existem provas de que o casamento ou a sua anulação tenham, de facto, ocorrido. Também não existem provas de que o Grão-duque tenha sequer pedido autorização para se casar. Como Alexandra Zhukovskava não era uma aristocrata e, além disso, o seu pai era filho ilegítimo de um proprietário de terras russo e de uma escrava turca, o que tornava o casamento impensável.
Irritado com a relação do seu filho, Alexandre II recusou-se a dar qualquer título a Alexandra Zhukovskava, o que teria provado a paternidade do grão-duque do seu filho, mesmo que ele fosse ilegítimo. Outras cortes europeias também se recusaram a conceder-lhe um título. Como último recurso, no dia 25 de março de 1875, Alexandra conseguiu o título de baronesa Seggiano na República de San Marino [carece de fontes?], que lhe concedeu a título a ela e ao seu filho. Foi apenas em 1883 que Alexandre III, irmão de Aleixo, concedeu o título de Conde Belevsky ao seu sobrinho.

## Genealogia
| Vladimir Alexandrovich | Pai: Alexandre II da Rússia | Avô paterno: Nicolau I da Rússia                       | Bisavô paterno: Paulo I da Rússia                                |
| Vladimir Alexandrovich | Pai: Alexandre II da Rússia | Avô paterno: Nicolau I da Rússia                       | Bisavó paterna: Maria Feodorovna (Sofia Doroteia de Württemberg) |
| Vladimir Alexandrovich | Pai: Alexandre II da Rússia | Avó paterna: Alexandra Feodorovna (Carlota da Prússia) | Bisavô paterno: Frederico Guilherme III da Prússia               |
| Vladimir Alexandrovich | Pai: Alexandre II da Rússia | Avó paterna: Alexandra Feodorovna (Carlota da Prússia) | Bisavó paterna: Luísa de Mecklemburgo-Strelitz                   |
| Vladimir Alexandrovich | Mãe: Maria de Hesse e Reno  | Avô materno: Luís II, Grão-duque de Hesse              | Bisavô materno: Luís I de Hesse-Darmstadt                        |
| Vladimir Alexandrovich | Mãe: Maria de Hesse e Reno  | Avô materno: Luís II, Grão-duque de Hesse              | Bisavó materna: Luísa de Hesse-Darmstadt                         |
| Vladimir Alexandrovich | Mãe: Maria de Hesse e Reno  | Avó materna: Guilhermina de Baden                      | Bisavô materno: Carlos Luís de Baden                             |
| Vladimir Alexandrovich | Mãe: Maria de Hesse e Reno  | Avó materna: Guilhermina de Baden                      | Bisavó materna: Amália de Hesse-Darmstadt                        |